# Усть-Уса (Красноярский край)
Усть-Уса — упразднённый посёлок в Ермаковском районе Красноярского края. На момент упразднения входил в состав Верхнеусинского сельсовета. Упразднен в 2005 г.

## География
Располагался на правом берегу Енисея (Саяно-Шушенского водохранилища) в 2 км ниже впадения реки Ус (Усинского залива), на расстоянии в 52 км, по прямой, к юго-западу от села Верхнеусинское.

## История
Основано в 1866 году. По данным на 1926 год посёлок Моховский состоял из 26 хозяйств. В административном отношении являлся центром Моховского сельсовета Усинского района Минусинского округа Сибирского края.

## Население
| 1926 | 1989 | 2002 |
| ---- | ---- | ---- |
| 102  | ↘34  | ↘5   |

По данным переписи 1926 года основным населением посёлка являлись татары.
По данным переписи 2002 году в селе 100 % населения составляли русские.